# 13 Sins
13 Păcate (titlu original: 13 Sins, cunoscut și ca Angry Little God sau 13: Game of Death) este un film american de groază-thriller din 2014 regizat de Daniel Stamm. În rolurile principale joacă actorii Devon Graye, Mark Webber, Pruitt Taylor Vince și Ron Perlman.

## Prezentare
Un vânzător genial este concediat și are datorii mari chiar înainte de a se căsători. El primește un apel telefonic misterios care-l informează că a fost ales pentru a participa la un joc cu camera ascunsă în care trebuie să efectueze 13 sarcini pentru a primi un premiu în valoare de milioane de dolari.

## Distribuție
- Mark Webber ca Elliot
- Devon Graye ca  Michael, fratele cu probleme mintale al lui Elliot[2][3]
- Tom Bower ca tatăl nenumit al lui Elliot și Michael.
- Rutina Wesley ca Shelby, logodnica gravidă a lui Elliot.
- Ron Perlman ca Chilcoat
- Pruitt Taylor Vince ca Vogler
- Clyde Jones ca Gerry
- Deneen Tyler ca Joyce
- Tom S. Lawson Jr. ca Profesor Solomon
- Sharon Smith ca Hostess
- Greg Pearson ca Security Guard
- Ritchie Montgomery ca Apartament Manager
- Brylee Woodard ca Little Girl
- Sabrina Gennarino ca Mama
- Jenn Foreman - chelneriță
- Stephanie Honoré ca Junkie Girl
- Donny Boaz ca John Witter
- Brittney Alger ca Soră medicală
- Lance E. Nichols - Căpitan de poliție
- George Coe ca vocea misterioasă de la telefon
- Richard Burgi ca Kopeckny, șeful lui Elliot